# Fine〜フィーネ〜
『fine〜フィーネ〜』は、1997年12月17日に発売されたMelodyのラストメモリアルアルバム。

## 概要
Melodyの解散直前にリリースされたベストアルバム。アルバムタイトルの『fine〜フィーネ〜』とは、楽譜の記号で「演奏を終えること」の意味。
ポニーキャニオン移籍前のシングル「素直に言えない」「いちばん好きと言って」、シングル曲のソロバージョン・リミックスバージョン、田中有紀美・望月まゆの未発表ソロ曲等、本作のみで聴ける作品を多数収録したラストメモリアルアルバム。曲間にはメンバーによる詩の朗読が収録されている（詩は大森祥子の書き下ろし）。
帯のコピーは「さようならメロディー。素敵な最後をありがとう! デビューシングルから、まゆ・ゆきみの未発表ソロ曲まで企画に富んだ二枚組のアルバム」。

## 収録曲

### fine 1
1. 素直に言えない〜もっとそばにいたいけど〜（作詞：三浦徳子、作曲：清岡千穂、編曲：樫原伸彦）
2. シブヤへ行こう!（作詞：横山武、作曲・編曲：樫原伸彦）
3. いちばん好きと言って（作詞：岩里祐穂、作曲・編曲：井上日穂）
4. I say“Yes”!（作詞：森浩美、作曲：前田克樹、編曲：鶴由雄）
5. 少し自惚れて - MAYU Grown-up version -（作詞：黒部真弓、作曲：松本俊明、編曲：鈴木雅也）
6. 唇がふれあえば - YUKIMI Innocent version -（作詞：天野滋、作曲：野下俊哉、編曲：鈴木雅也）
7. 世界中の微笑み集めてもかなわない - 舛井功 Remix -（作詞：天野滋、作曲：日置達、編曲：鈴木雅也）
8. シルバーリングに口づけを -MAYU Glamorous version -（作詞：黒部真弓、作曲：清岡千穂、編曲：鈴木雅也）
9. 運命'95 - YUKIMI Cute & Wild version -（作詞：森若香織、作曲：黒沢健一、編曲：新川博）
10. GET LOVE（作詞：黒部真弓、作曲：増本直樹、編曲：鈴木雅也）
11. フラレタ気分 - MAYU Rock de hustle version -（作詞：天野滋、作曲：羽田一郎、編曲：鈴木雅也）

### fine 2
1. You are only my love（作詞：大森祥子、作曲：M Rie、編曲：鈴木雅也）
2. 季節だけ変わる（作詞：天野滋、作曲：野下俊哉、編曲：新川博）
3. Oh Please! - YUKIMI Tender version -（作詞：中山加奈子、作曲：増本直樹、編曲：鈴木雅也）
4. Let Me Cry（作詞：大森祥子、作曲：松尾比呂良、編曲：松尾比呂良・鈴木雅也）
5. 青空をあげたい - YUKIMI Pure version -（原案：若杉南、作詞：黒部真弓、作曲：松尾ゆきえ・松尾比呂良、編曲：ROD ANTOON）
6. Cherish（作詞：森若香織、作曲：羽田一郎、編曲：鈴木雅也）
7. Boom Boom My Heart - Album version -（作詞・作曲：B.A.S.P（A.White、A.Lee）、日本語詞：黒部真弓、編曲：鈴木雅也）
8. Your Song（作詞：黒部真弓、作曲：阪田友美、編曲：鈴木雅也） - 若杉南ソロ曲
9. PIECE OF THE CHANCE（作詞：大森祥子、作曲：松尾比呂良、編曲：鈴木雅也）- 望月まゆソロ曲（未発表曲）
10. 忘れないでね（作詞：大森祥子、作曲：麗美、編曲：萩田光雄）- 田中有紀美ソロ曲（未発表曲）
11. 運命'95 - 舛井功 Remix -（作詞：森若香織、作曲：黒沢健一、編曲：新川博）

## 参加アーティスト
- 吉田朋代 - Chorus （「PIECE OF THE CHANCE」）

## カタログ
CD：PCCA-01173